# David Lim (piłkarz wodny)
David Lim, właśc. Lim Ting Kiang (ur. 6 stycznia 1938) – singapurski piłkarz wodny, olimpijczyk.
W 1956 roku wystąpił wraz z drużyną na igrzyskach w Melbourne (grał na pozycji bramkarza). Zagrał w obydwóch spotkaniach fazy grupowej (przeciwko Włochom i Niemcom), a także w dwóch meczach rundy klasyfikacyjnej o miejsca 7–10 (przeciwko Brytyjczykom i Australijczykom). Singapurczycy przegrali wszystkie spotkania i zajęli ostatnie 10. miejsce.
Srebrny medalista Igrzysk Azjatyckich 1966 w Bangkoku. Zagrał również na turnieju w 1970 roku (bez medalu). Dwukrotny mistrz igrzysk Azji Południowo-Wschodniej (1965, 1967).